# Keith Devlin
Keith J. Devlin (* 16. května 1947 v Hull, Anglie) je anglický matematik a popularizátor vědy. Devlin je profesorem na Stanfordově univerzitě, kde taktéž spoluzakládal několik výzkumných institutů. Působí také jako komentátor v rádiu.
K roku 2011 byl autorem 31 knih. Několik jeho knih týkajících se matematiky je určeno veřejnému neodbornému publiku a bylo přeloženo i do češtiny. Jeho kniha Problémy pro třetí tisíciletí se např. laickému čtenáři snaží vysvětlit, čeho se týkají důležité matematické problémy, za jejichž řešení je vypsaná vysoká finanční odměna – tzv. Millenium Prize Problems (problémy tisíciletí).
Devlin je též držitelem několika ocenění za popularizaci vědy – např. Carl Sagan Prize.

## Česky vyšlo
- DEVLIN, Keith. Jazyk matematiky. Překlad Jan Švábenický. Praha: Argo, Dokořán, 2002. ISBN 80-86569-09-8.
- DEVLIN, Keith. Problémy pro třetí tisíciletí. Překlad Luboš Pick. Praha: Argo, Dokořán, 2005. ISBN 80-7363-016-8.